# プリンセスチュチュ
『プリンセスチュチュ』（Princess Tutu）は、バレエをテーマとした日本のテレビアニメ作品。2002年から2003年にかけて放送された。

## 概要
伊藤郁子原案、佐藤順一総監督。全26話。前半13話に「卵の章」、後半に「雛の章」というサブタイトルが、それぞれ付けられている。
構想10年以上という長い準備期間を経て、キッズステーションで前半13話が30分枠で放送され、後半は『動画大陸』内で残り13話を1エピソードにつき15分ずつの前・後編という形で放送した。
バレエとクラシック音楽を物語全体の原動力として用いた作品。特定のクラシック曲（の一部）に主人公の姿を投影させ、それをBGMの枠を超えたライトモティーフとして物語を組み立てていく手法である。
「卵の章」の後半4話分のBGM選曲と実際の物語進行は、視聴者がこれらのBGMの音楽的意味を知っていることが作品を鑑賞する前提であるかのような、極めて密接な関係を持った演出の場面となっている。
描画上においても、主人公達が演じるバレエのシーンにおいて、実際のマイムがアニメーション上の物語進行を明示しているという演出も見られた。また、バレエのどの役を作品上の誰が演じる（または演じることができない）かが、とりわけ「卵の章」最終話のタイトル「白鳥の湖」に向けて物語が収束に向かうのを、作品自体が自律的に行うための壮大な仕掛けとして、効果的に描かれていた。

## あらすじ

### 卵の章
金冠町という町の金冠学園バレエ科の落ちこぼれ生徒・あひるは、憧れの先輩・みゅうとと一緒にパ・ド・ドゥを踊ることが夢。人の心を持たず、いつも寂しげなみゅうとの役に立てればと願うあひるに、謎の老人・ドロッセルマイヤーが力を授け、あひるはプリンセスチュチュに変身して、みゅうとに失った心のかけらを返してあげることができるようになった。
しかし、みゅうとの親友・ふぁきあやガールフレンド・るうは、なぜかみゅうとが次第に心を取り戻してゆくことを拒否し、あひるが心のかけらを集める事を妨害しようとする。謎めいた女性・エデルはあひるに何かを教えてくれるが、あひるには難しすぎてよく分からない。やがてドロッセルマイヤーの眠っていた物語『王子と鴉』が目覚め、彼らは否応なくその物語の渦に巻き込まれてしまう。
次第に自分の真の姿に気づいていくあひるは、自分の境遇や物語の王子様だったみゅうとの幸せを思って苦悩すると共に、周りの人達の思いにも心を向けるようになる。そこに敵役・プリンセスクレールが登場して、物語の歯車は一気に回り始める。

### 雛の章
プリンセスクレールとの戦いから一週間。平穏な日常生活に戻ったあひる達だったが、ふぁきあはみゅうとの様子がおかしいことに気づく。以前チュチュが取り戻した「愛する心」に潜められた大鴉の血によって、彼の中に邪悪な心が芽生えてしまったのだ。父である大鴉の飢えを満たすため、クレールと邪悪なみゅうとは若くて美しい心臓を求めて暗躍し始める。
プリンセスチュチュは邪悪な心を持ったみゅうとに狙われた人たちを救い、心の欠片を取り戻していく。一方、己の無力に悩んでいたふぁきあは自分がドロッセルマイヤーの血縁者で、書いた物語を現実にする力があることを知る。るうは父の大鴉や愛する人であるみゅうとの冷たい言葉に日増しに傷つき、何も知らなかった頃に戻りたいと願うようになる。みゅうとは自分を支配しようとする大鴉の邪悪な心に苦しみ、必死に戦っていた。
そして大鴉との決戦の直前。エデルの燃え残りの木から作られたうずらから、あひるは最後の心のかけらの正体を知らされる。

## 登場人物
あひる / プリンセスチュチュ
声 - 加藤奈々絵
本作の主人公。身長：150cm、体重：38kg。
金冠学園バレエ科見習いクラスの生徒。バレエは好きだが、下手。おっちょこちょいだが、明るく何事にも一生懸命で健気な性格。謎の老紳士・ドロッセルマイヤーに与えられたペンダントによって、憧れのプリマバレリーナ・プリンセスチュチュに変身する力を与えられた。みゅうとに「笑顔を取り戻して欲しい」という想いから心のかけらを集めるが、同時に王子（みゅうと）に愛を告げると光の粒になって消えてしまうという宿命を背負う。
当初自分は人間の女の子だと思っていたが、真の姿は鳥のアヒル。何かの拍子にアヒルの鳴き声を発したり、ペンダントを手放すと鳥のアヒルに戻ってしまい、再び女の子になるには水をかぶらなくてはならない。なお、人間の女の子に変身した直後は裸になる。またチュチュに変身すると美しいバレエを踊れるようになるが、その慈愛に満ちた心は元々あひる自身のものである。物語の中でもあひるとチュチュの相違点はほとんど描かれることはない。睡眠と食事が好きで、卵と鳥肉料理、猫が苦手。
みゅうとだけではなく、ふぁきあや敵であるはずのるうにも幸せになって欲しいと願い、物語に支配されている世界に抗おうとする。そして、ただの脇役だったはずの彼女の一途な心が、悲劇の結末を望むドロッセルマイヤーの最大の誤算となる。王子の心を取り戻したあとは元のアヒルに戻り、ふぁきあの傍にいる。
作品中におけるライトモティーフは『くるみ割り人形』（第1幕序曲）。プリンセスチュチュのライトモティーフは『くるみ割り人形』（花のワルツ）。
漫画版では「有間あひる」のフルネーム。
みゅうと
声 - 矢薙直樹
あひるが憧れる先輩。身長：160cm、体重：45kg。
物静かな美少年で、あひる以外からも憧れの存在だが、無表情で彼の事をよく知る者は少ない。バレエが上手く、趣味は踊り、読書。
約10年前、放心状態の所をふぁきあとカロンに助けられて以来、ふぁきあに言われるがままに生活していた。実は、『王子と鴉』の物語の中から抜け出して金冠町にやってきた主人公の「王子」。自らの心臓を砕き、その欠片を使って大鴉を封印したと言われている。そのため、当初は心を持たず感情を抱くことが出来なかったが、プリンセスチュチュに心の欠片を取り戻してもらうことで徐々に変化を始める。
「雛の章」ではクレールによって「愛する心」に大鴉の血を潜められた事が原因で大鴉に捧げる心を求める邪悪な存在となり、クレールと共に暗躍する。ふぁきあを陥れたり、恋人であるはずのるうに冷たい仕打ちをするが、心の中では王子の使命と大鴉の意思の狭間で苦しみ必死に戦っていた。彼の心の欠片が全て戻った時、『王子と鴉』の物語がドロッセルマイヤーが望む悲劇の終焉に向けて動き出すといわれる。
バレエシーンにおける透明感溢れるパは印象的。作品中におけるライトモティーフは『ジークフリート牧歌』と『くるみ割り人形』（金平糖の踊り）。
ふぁきあ
声 - 櫻井孝宏
心を失い危なっかしいみゅうとの面倒を見ている少年。身長：165cm、体重：51kg。
常にみゅうとの側におり、誰にも彼を近づけないようにしている。クールでぶっきら棒な一方、激情家な面があり、近寄り難い。冷淡に振舞っているが、実は不器用で心優しい性格。
初めは心のかけらを取り戻すチュチュを敵視していたが、みゅうと自身が心を取り戻したいと願い、さらにチュチュの正体があひるだと偶然に知ったことで協力し合うようになる。自分は物語の「騎士」の生まれ変わりだと信じており、実際剣の腕前も大したもの。しかし騎士に成りきることができず、次第に己の非力に悩むようになる。そんな時、自分がドロッセルマイヤーの子孫で物語を現実にする力があることを知る。以来、物語を書く事でみゅうとを守る決意した。
序盤はかなりシリアスなキャラクターだったが、「雛の章」では、あひるとうずらに振り回されるコミカルな面が多々見られるようになった。また、物語中盤からあひるへの想いは友情から恋心に近いものに変化していき、本人もそれを自覚していたようである。
胸に大きな痣があるが、その意味を知る者は少ない。趣味は読書で、ぬるぬるした物が苦手。
バレエシーンでは若々しい、躍動的なパが魅力的。作品中におけるライトモティーフは『コリオラン』（序曲）と『ローエングリン』（第3幕への前奏曲）。
るう / プリンセスクレール
声 - 水樹奈々
みゅうとの恋人を自称する、バレエ科特別クラスの女子生徒。身長：156cm、体重：41kg。
お嬢様気質だが、決して冷徹ではなく特にあひるの前では普通の女の子らしい一面も見せていた。みゅうと（王子）を深く愛しており、彼が心を取り戻すことによって自分以外の人に気持ちが移る事を恐れる。特別クラスの中でも主席を誇り、女子から憧れの的だが、早朝練習は苦手。好きなものは、美しいものと木苺のコンポート。
自分の隠された役割（悪役としてのプリンセスクレール）に絶望するも、次第にそれに支配されてゆく様は、作品の大きな見どころの一つ。しかし、ジゼルを踊りきれない事から、結局彼女は悪役になりきることすらできないという作品の巨大な仕掛けを見事に暗示していた。「誰からも愛されることのない存在」、大鴉の娘・プリンセスクレールとなってからは、さらにみゅうとを縛り付けるようになり、あげく彼の「愛する心」を大鴉の血に浸すという行為にまで及んでしまう。しかし、父の大鴉（声 - 河本邦弘）や唯一愛を注いでくれるはずの王子に冷たくあしらわれ、次第に深く傷つき、「何も知らなかった頃に戻りたい」と思うまでに追い詰められてしまう。そして彼女が絶望の淵に佇んでいた時に、自分の出生の秘密とみゅうとの変わり果てた姿を見せ付けられた。
作品中におけるライトモティーフは『くるみ割り人形』（ワルツ）。プリンセスクレールのライトモティーフは3つの『ジムノペディ』。
漫画版では「黒羽るう」のフルネーム。
エデル
声 - 平松晶子
手回しオルガンの音と共に現れる謎の女性。身長：168cm、体重：不明。
オルガンの中に入っているアクセサリーを売っているらしい。あひるに時々アドバイスをしてくれることもあるが、内容は小難しい。昼寝と会話が好きで、カビが苦手。「卵の章」フィナーレにおける役回りは、「白鳥の湖」という13話サブタイトルの持つ意味を作品中で成就させる事。正体は、ドロッセルマイヤーに忠実なマリオネッテ（操り人形）だったが、あひると関わるうちに「人の心」に興味を持つようになり、自分の身体を焚き火にして重傷を負ったふぁきあを助けた。うずらは彼女のその燃え残りから作られ、「雛の章」でも物語に関わる存在となる。
作品中におけるライトモティーフは『コッペリア』（自動人形の音楽）。
漫画版では設定や外見、物語における立ち位置がアニメ版のそれとはだいぶ異なる
猫先生
声 - 松本保典
バレエ科を担任している文字通り猫の先生。身長：162cm、体重：45kg。
女子対しては何かあると二言目には「私と結婚してもらいますよ！」と迫ってくる。本来は、女子を喜ばせるためのものだが、実際は本気で謝られて悩んでいる。恥ずかしがると毛づくろいをしたり猫じゃらしにじゃれついたりと癖も猫そのもので、話の中ではほぼギャグキャラ扱いされている。しかしバレエに対しては厳しく、自身の鍛錬も決して怠らない。また、みゅうとやるうの変化に気付いたり、落ち込むあひるをそれとなく励ましたりと生徒思いな教師の一面も持ち合わせている。魚が好物だが、イカは苦手。玉ねぎや犬も嫌い。
独特な艶かしさを持つバレエはユニーク。作品中におけるライトモティーフは『真夏の夜の夢』（結婚行進曲）。
ぴけ
声 - 松本さち
あひるの親友。身長：150cm、体重：36kg。
惚れっぽくて、男女問わずカッコ良い人が好き。また、涙脆く人情家。裁縫が苦手。あひるに呆れつつも優しく見守る。
りりえ
声 - 白鳥由里
あひるの親友。身長：154cm、体重：41kg。
トラブル好きで毒舌家。あひるの失敗を見る事が大好きで彼女の成功は好まないが、意地悪という訳ではなく、仲は良い。最終回では、ぴけと同じく、あひるに関する記憶を失いながらも2人とも何かしらの違和感を感じていた。
大鴉
声 - 菅生隆之
『王子と鴉』に登場する鴉の親玉。
「卵の章」では名前しか出てこなかったが、「雛の章」から金冠町のある場所に封印された状態のまま登場。娘のクレールを操って若く美しい心臓を狙う。彼の最大の目的は、心の欠片が完全に戻った王子の心臓を食べることである。
うずら
声 - 葉月絵理乃
エデルが燃えた後の残り木からカロンによって作られた幼女。口癖は「…ずら」。エデルだった頃の記憶は持っていないが、彼女と同様にカビが苦手。無垢で好奇心旺盛。面白い物事が大好き。とぼけた顔で太鼓を叩きながらどこにでも現れる。
「尻尾を探して」あひるのスカートの中を覗いたり、図書館で騒いだり、ふぁきあの目の前で鳥のアヒルに水をかけたりして、あひるとふぁきあを専ら翻弄する。
カロン
声 - 麦人
ふぁきあの親戚で、育ての親。骨董店を営む。
みゅうと（王子）を守る騎士たらんとするふぁきあのことを心配している。
あおとあ
声 - 浦田優
音楽科の男子生徒。身長：165cm、体重：51kg。
「雛の章」の当初から名前のない「男子学生」として何度も意味ありげに登場していたが、第21話で初めて名前と素性が明かされる。神経質な性格で、図書館で騒ぐあひるを大声で注意していた。金冠町において、この町の秘密を知る数少ない人物の1人。ドロッセルマイヤーの能力について調べており、その力を手に入れるべく、ふぁきあを利用しようとしたが、終盤では物語を終わらせるため、彼に協力していた。後にるうに恋心を抱く。家系図や世界征服に関心を持つ。鳥が苦手。
ドロッセルマイヤー
声 - 三谷昇
謎の老紳士で、あひるにペンダントを渡した人物。元は作家で、『王子と鴉』という物語を執筆していた途中に死亡したらしい。あひるに、プリンセスチュチュに変身してもらうことで『王子と鴉』の物語を成就させようと考える。
実は書いた物語を現実にする力を持っており、彼の能力を恐れた町民達によって両手を切り落とされた。ところが、ある方法で死んでもなお物語に干渉し続けており、常に不気味な笑顔で登場人物達の不幸を嘲笑っている。
作品中におけるライトモティーフは『くるみ割り人形』（第1幕行進曲）。
ナレーション
声 - 岸田今日子
ふぇみお
声 - パパイヤ鈴木
見習いクラスの王子（男子生徒）。全話通してサブキャラで唯一、プリンセスクレールの魔法から自らの力ではねのけ、プリンセスチュチュが到着した際には問題が解決済みという前例をみない展開をみせる。
表現形態に共通の形式を持たない自由な身体表現（コンテンポラリー・バレエ・ダンス）を自らの表現方法とし、「いずれこの踊りは、愛はすべての人の心を満たすだろう」と語る。
みゅうとが「自らが多くを語らないことにより、周囲が創り出す王子像」なのに対し、ふぇみおは「自らが創り出した王子像が、周囲にも受け入れられると信じる王子像」がみられ、作中における二人の王子像の対比が描かれている。自らも「すべての人を愛し、すべての人から愛される資格がある真の王子の資格を持つものである」と確信している。
牛と執事が共に登場する。旧少女漫画で多用されていたバラへの表現方法に対し、メタフィクションとして、バラが出る際には執事が用意するシーンが毎回挟まれる。
フランス語を多用し、「ボンジュール」「モナムール」など甘い言葉を囁く。
使用楽曲は、カルメン組曲（ジョルジュ・ビゼー）「アラゴネーズ」「ハバネラ」「前奏曲」、交響曲第9番  (ドヴォルザーク)、牧神の午後への前奏曲（クロード・ドビュッシー）。

## 用語
金冠町（きんかんちょう）
物語の舞台となる町。元は、ごく普通の町だったが、物語『王子と鴉』から飛び出した王子が大鴉を封印すべく自分の心臓を砕いた事で、物語と現実が入り混じった不思議な世界になってしまった。ドイツのネルトリンゲンをモデルにしている。聖ゲオルク教会、旧穀物市場、レプジンガー門、戦争の泉、クレステルレあるいは市庁舎の道化の肖像といったネルトリンゲンの建物がオリジナルに忠実に描かれている。
『王子と鴉』（おうじとからす）
ドロッセルマイヤーの遺作となった未完の物語。物語は、美しく勇敢な王子が、悪賢い大鴉を退治するものだったが、ドロッセルマイヤーの死により、物語が終わらなくなった事で、王子と大鴉が物語から飛び出してしまう。そして、王子は心臓を砕いて大鴉を封印したのだが……。
金冠学園（きんかんがくえん）
金冠町に建つ由緒正しい芸術専門の学校。バレエ科の他に、美術科、彫刻科、音楽科がある。建物のモデルはニュルンベルクの聖霊救済院ハイリヒ・ガイスト・シュピタール。
あひるのペンダント
ドロッセルマイヤーがあひるに渡した不思議な力を持ったペンダント。あひるは、これでプリンセスチュチュに変身でき、変身するとペンダントのデザインが変わる。ペンダントの秘密は、終盤で明らかになる。

## スタッフ
- 原案・キャラクターデザイン・総作画監督 - 伊藤郁子[1]
- 総監督 - 佐藤順一[1]
- 監督 - 河本昇悟[1]
- シリーズ構成 - 横手美智子[1]
- プロップデザイン - 多田敬一
- 美術監督 - 田尻健一
- 色彩設計 - 川上善美
- 撮影監督 - 荻原猛夫
- 編集 - 瀬山編集室
- 音楽 - 和田薫[1]
- 音響監督 - 本山哲
- プロデューサー - 森山敦、川﨑とも子、福井政文、出納泰治、松本慶明、川﨑代治
- アニメーションプロデューサー - 春田克典、松本真
- アニメーション制作 - ハルフィルムメーカー[1]
- 製作 - TUTU（キングレコード、IMAGICAエンタテインメント、電通、マーベラスエンターテイメント、メモリーテック）

## 主題歌
オープニングテーマ「Morning Grace」
作詞・作曲 - 岡崎律子 / 編曲 - 村山達哉 / 歌 - 岡崎律子
エンディングテーマ「私の愛は小さいけれど」
作詞・作曲 - 岡崎律子 / 編曲 - 村山達哉 / コーラス・アレンジ - 岡崎律子 / 歌 - 岡崎律子

## 各話リスト
| 話数   | サブタイトル       | ドイツ題                                 | 脚本       | 絵コンテ      | 演出                  | 作画監督                                                |
| 卵の章 | 卵の章             | 卵の章                                   | 卵の章     | 卵の章        | 卵の章                | 卵の章                                                  |
| ------ | ------------------ | ---------------------------------------- | ---------- | ------------- | --------------------- | ------------------------------------------------------- |
| 1.AKT  | あひると王子さま   | Der Nußknacker: Blumenwalzer             | 横手美智子 | 佐藤順一      | 佐藤順一              | 小林明美                                                |
| 2.AKT  | 心のかけら         | Schwanensee: Scène finale                | 横手美智子 | 河本昇悟      | 河本昇悟              | 赤田信人                                                |
| 3.AKT  | プリンセスの誓い   | Dornröschen: Panorama                    | 横手美智子 | 佐山聖子      | 浅見松雄              | 竹田逸子                                                |
| 4.AKT  | ジゼル             | Giselle                                  | 小中千昭   | 河本昇悟      | 関田修 浅見松雄       | 飯飼一幸                                                |
| 5.AKT  | 火祭りの夜に       | Bilder einer Ausstellung: Die Katakomben | 池田眞美子 | 紅優          | 紅優                  | 小林明美                                                |
| 6.AKT  | 夢見るオーロラ     | Dornröschen: Prolog                      | 佐藤卓哉   | 玉川達文      | 玉川達文              | 赤田信人 牛島勇二                                       |
| 7.AKT  | からす姫           | An der schönen blauen Donau              | 横手美智子 | 佐藤順一      | 室谷靖                | 武内啓 小林明美                                         |
| 8.AKT  | 戦士の泉           | Fantasie-Ouvertüre "Romeo und Julia"     | 池田眞美子 | 佐山聖子      | 佐山聖子              | 竹田逸子                                                |
| 9.AKT  | 黒い靴             | Bilder einer Ausstellung: Alten Schloß   | 小中千昭   | 紅優 佐藤順一 | 玉川達文              | 小林明美                                                |
| 10.AKT | シンデレラ         | Aschenbrödel: Walzer-Coda                | 池田眞美子 | 佐山聖子      | 佐山聖子              | 塩川貴史                                                |
| 11.AKT | ラ・シルフィード   | La Sylphide                              | 佐藤卓哉   | 河本昇悟      | 室谷靖                | 牛島勇二 吉川真一                                       |
| 12.AKT | 闇の宴             | Scheherazade                             | 横手美智子 | 佐山聖子      | 西本由紀夫            | 石井久美子                                              |
| 13.AKT | 白鳥の湖           | Schwanensee                              | 池田眞美子 | 佐藤順一      | 佐藤順一              | 小林明美                                                |
| 雛の章 |                    |                                          |            |               |                       |                                                         |
| 14.AKT | 大鴉               | Blumenwalzer                             | 横手美智子 | 河本昇悟      | 河本昇悟              | 赤田信人 牛島勇二                                       |
| 15.AKT | コッペリア         | Coppelia                                 | 池田眞美子 | 佐藤順一      | 室谷靖                | 塩川貴史                                                |
| 16.AKT | 乙女の祈り         | Gebet einer Jungfrau                     | 中瀬理香   | 佐山聖子      | 玉川達文              | 赤田信人 牛島勇二                                       |
| 総集編 | 猫先生愛のレッスン | -                                        | -          | -             | -                     | -                                                       |
| 総集編 | 卵の組曲           | -                                        | -          | -             | -                     | -                                                       |
| 17.AKT | 罪と罰             | Carmen: Aragonaise                       | 横手美智子 | 佐山聖子      | 林有紀                | 小林明美 塩川貴史                                       |
| 18.AKT | 彷徨える騎士       | Egmont Ouvertüre                         | 池田眞美子 | 河本昇悟      | 山内東生雄 西本由紀夫 | 赤田信人 竹田逸子 塩川貴史                              |
| 19.AKT | 真夏の夜の夢       | Ein Sommernachtstraum                    | 中瀬理香   | 佐藤順一      | 室谷靖                | 小林明美 牛島勇二                                       |
| 20.AKT | 忘れられた物語     | Die verkaufte Braut                      | 池田眞美子 | 佐山聖子      | 玉川達文              | 赤田信人 塩川貴史                                       |
| 21.AKT | 紡ぐ者たち         | Lieder ohne Worte                        | 中瀬理香   | 佐山聖子      | 西本由紀夫            | 小林明美 伊藤郁子                                       |
| 22.AKT | 石の冠             | Das große Tor von Kiew                   | 小中千昭   | 佐藤順一      | 室谷靖                | 赤田信人 塩川貴史                                       |
| 23.AKT | マリオネッテ       | Ruslan und Ludmilla                      | 小中千昭   | 河本昇悟      | 玉川達文              | 小林明美 牛島勇二                                       |
| 24.AKT | 王子とカラス       | Danse Macabre                            | 中瀬理香   | 佐山聖子      | 西本由紀夫            | 塩川貴史 赤田信人                                       |
| 25.AKT | 瀕死の白鳥         | Romeo und Julia                          | 池田眞美子 | 河本昇悟      | 河本昇悟              | 小林明美 牛島勇二                                       |
| 総集編 | vorfinale          | -                                        | -          | -             | -                     | -                                                       |
| 26.AKT | フィナーレ         | Der Nußknacker                           | 横手美智子 | 佐藤順一      | 西本由紀夫            | 赤田信人 塩川貴史 小林明美 牛島勇二 竹田逸子 石井久美子 |

## 放送局
| 放送地域   | 放送局       | 放送期間                                                                   | 放送日時                                            | 放送区分 | 備考                                                                                      |
| ---------- | ------------ | -------------------------------------------------------------------------- | --------------------------------------------------- | -------- | ----------------------------------------------------------------------------------------- |
| 日本全域   | KIDS STATION | 2002年8月16日 - 11月8日（30分枠） 2002年11月15日 - 2003年5月23日（15分枠） | 金曜 20:30 - 21:00→金曜 21:00 - 21:30(4月以降)      | CS放送   |                                                                                           |
| 兵庫県     | サンテレビ   | 2002年8月16日 - 11月8日 2002年11月15日 - 2003年5月23日                     | 金曜 7:30 - 8:00                                    | UHF系    |                                                                                           |
| 京都府     | KBS京都      | 2002年8月17日 - 11月9日 2002年11月16日 - 2003年5月24日                     | 土曜 8:00 - 8:30                                    | UHF系    |                                                                                           |
| 神奈川県   | TVK          | 2002年8月17日 - 11月9日 2002年11月16日 - 2003年5月24日                     | 土曜 10:30 - 11:00                                  | UHF系    |                                                                                           |
| 埼玉県     | テレビ埼玉   | 2002年8月17日 - 11月9日 2002年11月16日 - 2003年5月24日                     | 土曜11:30 - 12:00                                   | UHF系    |                                                                                           |
| 中京広域圏 | 名古屋テレビ | 2003年4月5日 - 7月19日（卵の章） 2003年7月26日 - 10月（雛の章）            | 土曜 2:23 - 2:53（卵の章） （雛の章・放送時刻不明） | ANN系    |                                                                                           |
| 日本全域   | AT-X         | 2009年8月23日 - 2010年2月14日                                              | 日曜 7:00 - 7:30 19:00 - 19:30 土曜 14:00 - 14:30   | CS放送   | 再放送：2018年4月3日-2018年9月29日 （火曜 20:30-21:00 木曜 12:30-13:00 日曜 4:30 - 5:00） |

## 漫画版
ドロッセルマイヤーが登場しないなど、アニメ版とは物語や設定などが若干異なる。
『プリンセスチュチュ』全2巻 / 原作：伊藤郁子・佐藤順一、漫画：東雲水生
月刊「チャンピオンRED」（秋田書店）、2002年10月号（創刊号）から2003年7月号に連載。
1. 2003年3月20日、ISBN 4-253-23040-7
2. 2003年7月17日、ISBN 4-253-23041-5